# Wolfgang Strack
Wolfgang Strack (* 1956 in Landau in der Pfalz; † vor oder am 29. April 2022) war ein deutscher Installationskünstler und Kunsthistoriker.
Wolfgang Strack zeigte auf der documenta IX in Kassel eine Installation mit den Comicfiguren Die Schlümpfe, die im Jahr 1958 von dem belgischen Zeichner Peyo entworfen wurden, in der ehemaligen Gerhart-Hauptmann-Schule in unmittelbarer Nähe zum Museum Fridericianum. In Vitrinen wurden die Comicfiguren zu Kunstwerken erhoben.
Im Kunsthaus Hamburg bespielte Strack von Februar 1997 bis 1998 mit Metageniale Meisterwerke eine achtteilige Einzelausstellung.
1998 fand im Kunstverein Arnsberg die Ausstellung Wolfgang Strack: Die zehn kleinsten Jubiläumswerke statt.

## Ausstellungen
- 1992: documenta IX, Kassel
- 1997–1998: Metageniale Meisterwerke, Kunsthaus Hamburg
- 1998: Die zehn kleinsten Jubiläumswerke, Kunstverein Arnsberg